# Josef Huleš
Josef Huleš (31. ledna 1814 Rakovice – 11. února 1887 Praha) byl pražský komunální politik, v letech 1873–1876 purkmistr města Prahy.

## Život
Pocházel z chudé rodiny obchodníka s obilím. Brzy se přestěhoval do Prahy, kde se věnoval obchodu s oděvy. V roce 1842 získal měšťanská práva. Roku 1848 byl zvolen do sboru obecních starších, ale již o dva roky později odešel z politiky a dobu Bachova absolutismu prožil v ústraní.
Po návratu demokracie se v roce 1861 vrátil do městské správy, kde se zaměřil především na hospodářské otázky. Podporoval také české spolky Sokol, Hlahol a Svatobor. Během pruské okupace Prahy v létě 1866 byl jmenován náměstkem purkmistra Bělského. Za zásluhy mu císař udělil Řád Františka Josefa. Několikrát též neúspěšně kandidoval na purkmistra.
V roce 1873, když císař neschválil novou volbu Václava Bělského pražským purkmistrem, zvolila městská rada do této funkce Huleše. Jeho tříleté funkční období nepříznivě ovlivňovala hospodářská krize, spojená s vysokou nezaměstnaností. Přesto – nebo možná právě proto – se mu podařilo prosadit řadu investic výhodných pro budoucnost. Během jeho působení byly založeny Městská spořitelna pražská (1874), koněspřežná tramvaj (1875) a severozápadní nádraží (1875), zahájeno soustavné boření hradeb (1874) a obnova Prašné brány. Prosadil také schválení penzijního řádu pro městské úředníky a zřízení obecního chudobince na Pohořelci. Pro Měšťanskou besedu, jejímž byl dlouholetým předsedou, zajistil zakoupení domu a zřízení besedních místností. K dalším významným událostem v té době patřila návštěva císaře Františka Josefa (1874), který při té příležitosti udělil Hulešovi Řád železné koruny 3. třídy, a slavnostní pohřby Ferdinanda V. a Františka Palackého (1876).
Huleš byl uznávaný pro svou pracovitost, poctivost a úsilí, s jakým nezištně hájil zájmy Prahy i celého národa.
29. června 1842 se v pražském kostele sv. Havla oženil s Františkou Hamburskou (1818–1878), dcerou mistra krejčovského. Jejich dcera Anna Eleonora byla první manželkou politika Julia Grégra.

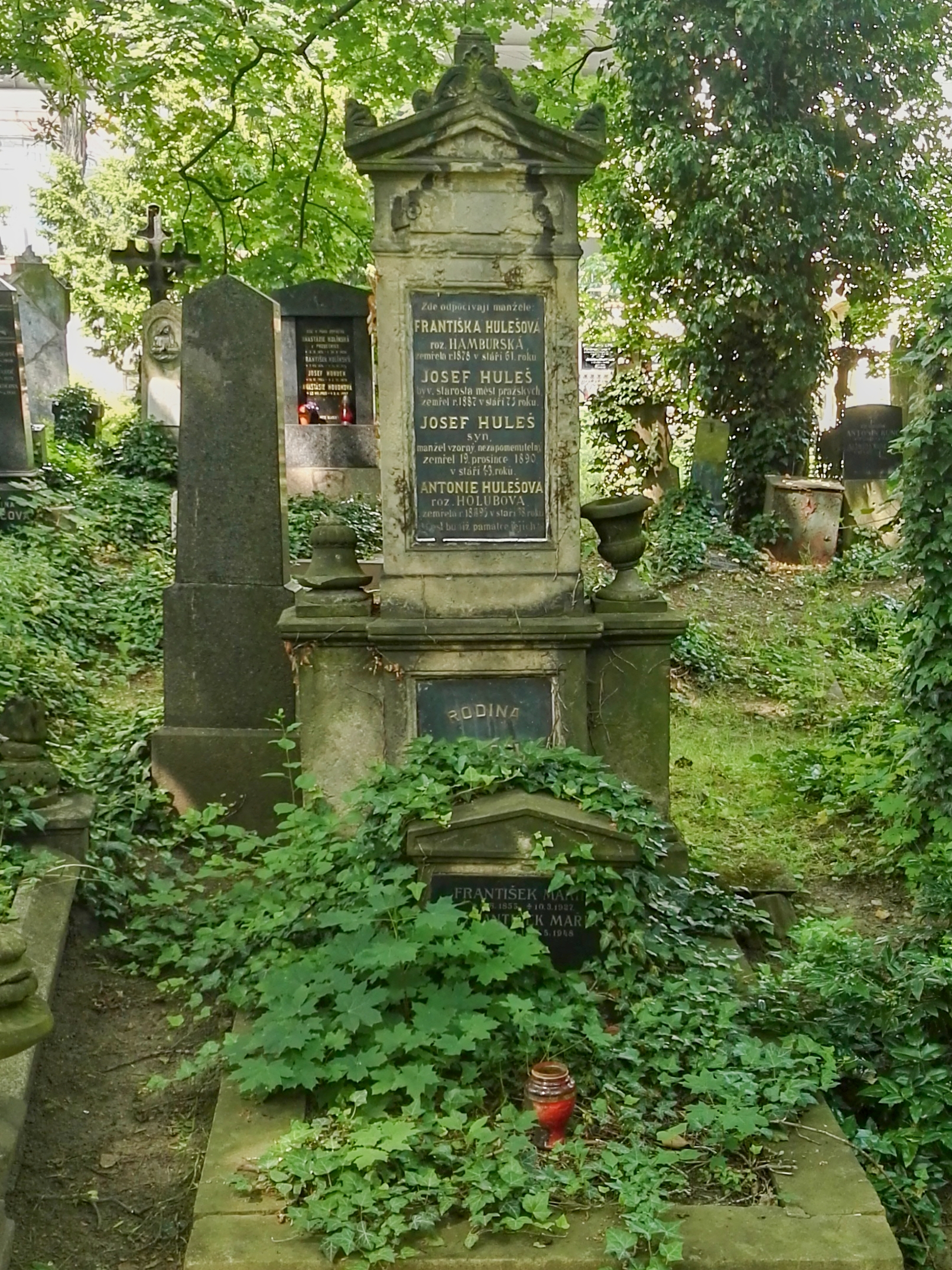
Hrob Josefa Huleše a jeho rodiny, Olšany IV-12-69

Zemřel roku 1887 ve věku 73 let a byl pohřben na Olšanských hřbitovech.